# Krabice

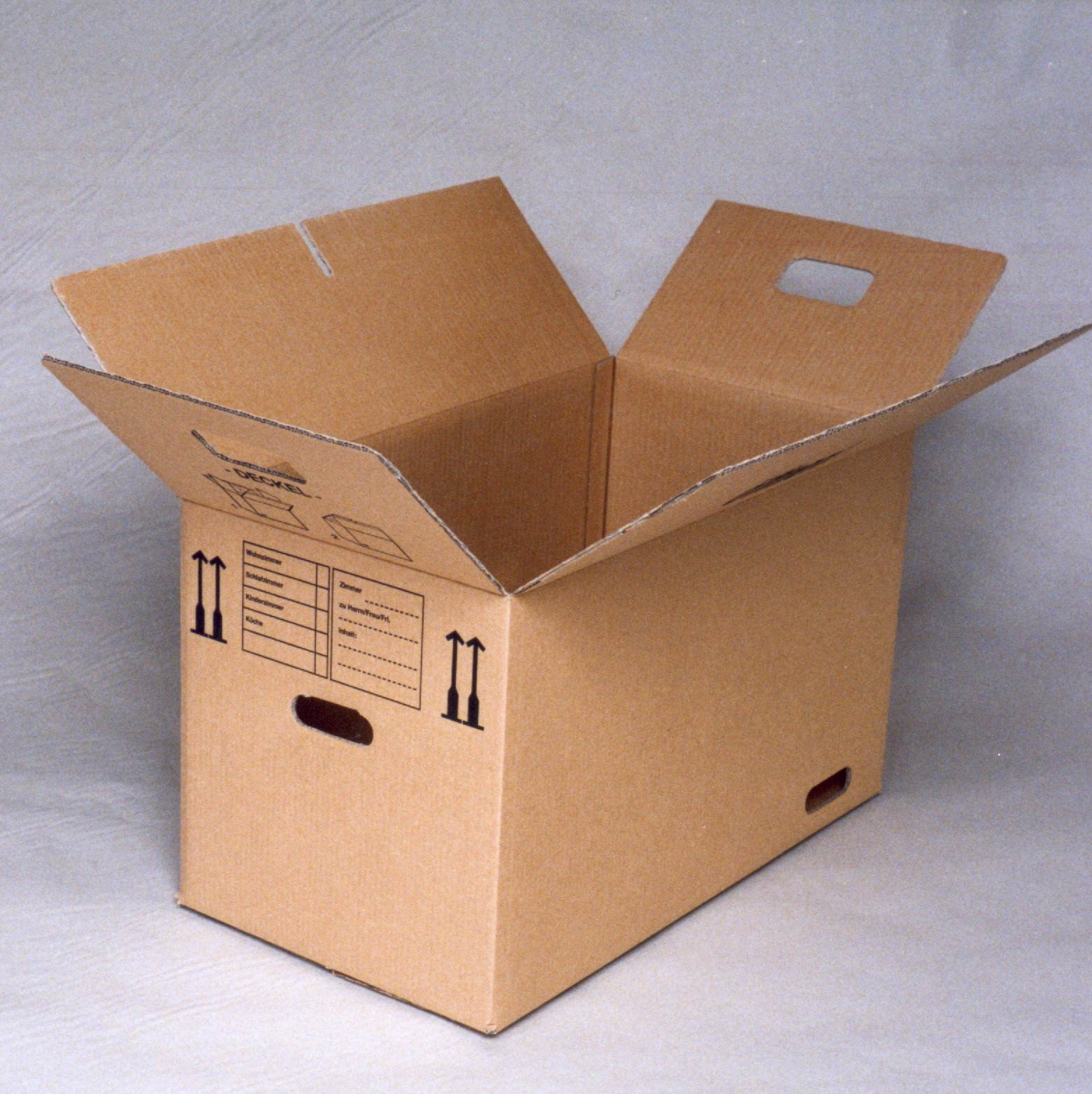
Univerzální lepenková krabice na stěhování

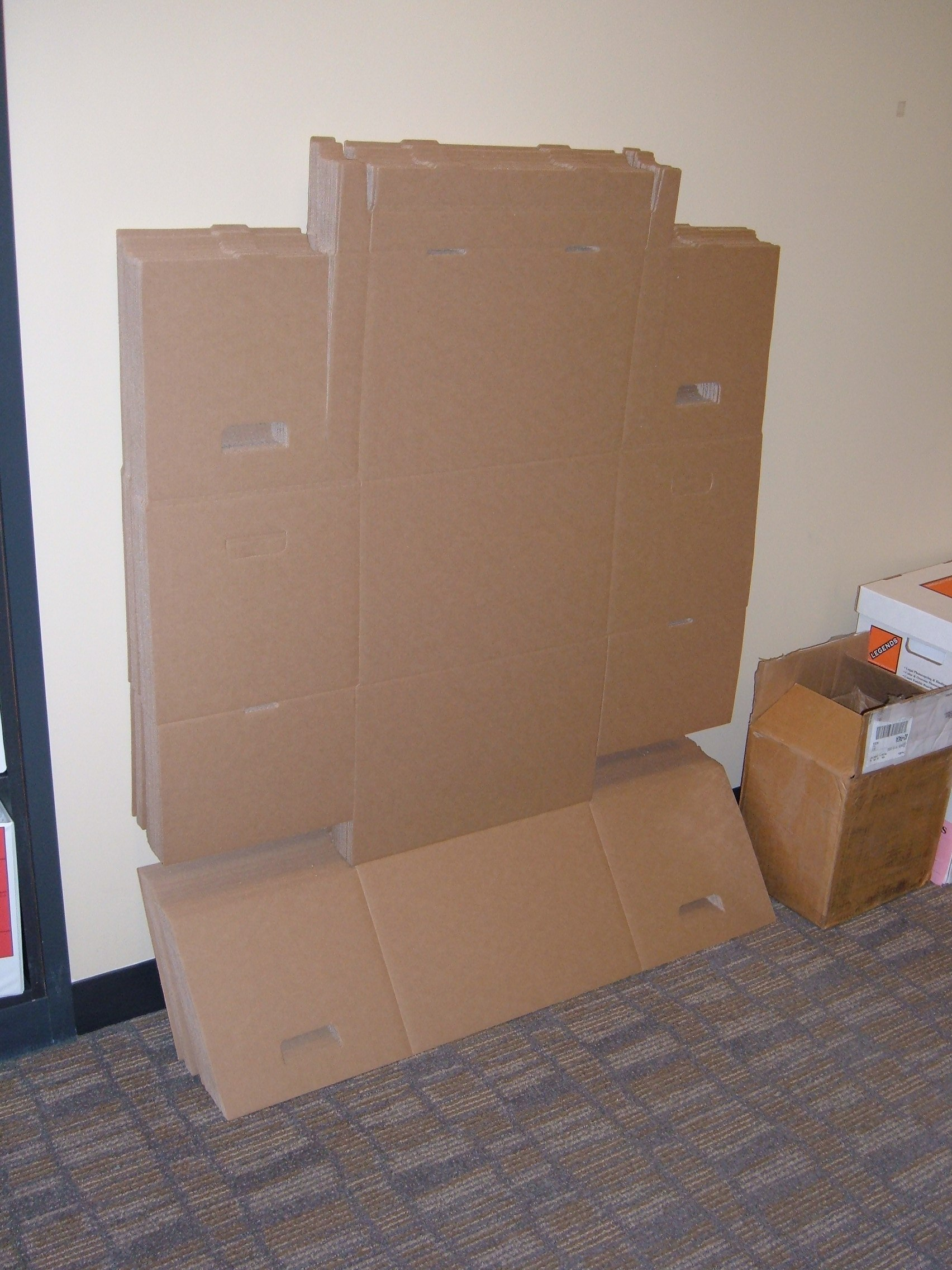
Rozložené velké lepenkové krabice

Krabice je tuhé a lehké pouzdro, nejčastěji pravoúhlé, na přepravu a skladování různých předmětů a zboží. Vyrábějí se obvykle z kartonu nebo z lepenky a často se polepují nebo potiskují. Prázdné krabice je výhodné přepravovat v nesloženém tvaru, kdy zabírají nejméně místa, a skládat až před použitím. Ozdobné a dárkové krabice, stejně jako ochranné obaly na knihy vyrábějí knihaři.
V elektrotechnice je krabice lehké pouzdro z umělé hmoty, zapuštěné do zdiva, k němuž se připevňují zásuvky, vypínače apod.

## Kartonové krabice
Kartonové krabice patří k nejpoužívanějším obalům při přepravě a skladování různých předmětů nebo zboží. Větší kartonové krabice a další obaly se vyrábějí z vlnité lepenky. Pevnost určuje druh vlnité lepenky, který byl použit k výrobě, resp. kolik vrstev lepenka má. V současné době jsou nejpoužívanější obaly z 3vrstvé lepenky, 5vrstvé lepenky, především v průmyslu se lze setkat i se 7vrstvými kartonovými obaly s vysokou nosností.

### Katalog FEFCO
Kartonové obaly se dělí do několika skupin podle typu konstrukce. Katalog konstrukcí sestavila Evropská federace výrobců vlnité lepenky, kartony tak můžete rozlišit dle 4místného číselného kódu FEFCO. Kód FEFCO začíná vždy číslicí 0, druhá číslice v pořadí určuje druhy konstrukce:
- 2 – klopové krabice
- 3 – obaly s dvěma a více díly, sešité nebo lepené, popř. samosvorné
- 4 – většinou nelepené a nesešité skládací obaly
- 5 – dvou- či vícedílné obaly, které se zasouvají do sebe
- 6 – kartonové obaly z více dílů, nejčastěji 2 bočnic a těla
- 7 – vícebodové (3× až 6×) lepené skládací obaly
- 9 – vnitřní součásti obalů – kartonové příčky

### Paletové boxy
V průmyslu se používají tzv. paletové boxy, tedy krabice, které svými rozměry odpovídají paletám, na kterých je lze přepravovat. Paletové boxy jsou i přes své rozměry velice pevné a stabilní, vyrábí se z 5-vrstvé lepenky. Sehnat se ale dají i větší kartonové boxy.